# Diestrammena
Diestrammena – rodzaj owadów prostoskrzydłych z rodziny śpieszkowatych (Rhaphidophoridae) obejmujący około 70 gatunków występujących głównie w krainie orientalnej. Kilka z nich to gatunki kosmopolityczne. Gatunkiem typowym rodzaju jest Locusta marmorata (= Diestrammena japanica).
W Polsce występuje jeden gatunek – śpieszek cieplarniany (Diestrammena asynamora) wcześniej zaliczany do rodzaju Tachycines.